# Philautus wynaadensis
Philautus wynaadensis är en groddjursart som först beskrevs av Jerdon 1854.  Philautus wynaadensis ingår i släktet Philautus och familjen trädgrodor. Inga underarter finns listade i Catalogue of Life.